# Кодификација (лингвистика)
Кодификација (из латинског codex, стабло дрвета, дрвена табла, књига, зборник закона) означава запис или систематизацију. Кодификација књижевног језика је у лингвистици фиксирање и утврђивање норме књижевног језика (у нормативним граматикама, речницима и тако даље).
Језичка кодификација има два аспекта: дескрипцију (фиксирање) и прескрипцију (утврђивање) језичке норме. Који је од њих доминантнији, односно да ли лингвистика треба више утврђивати или описивати, одувек је било питање стручних и јавних дискусија.

## Кодификација и регулација у свету
За неке језике постоје централни регулаторни органи, чије препоруке се сматрају за обавезујуће. Овде се, на пример, убрајају француски (Académie française), шпански (Asociación de Academias de la Lengua Española – асоциација, која удружује академије посебних земаља), пољски (Rada Języka Polskiego).
С друге стране, на пример, за енглески језик такав ауторитет не постоји. Поједине институције објављују своје језичке речнике (Oxford English Dictionary, Merriam-Webster итд) и граматике. Поред тога, постоје стилски приручници (енглески style guide или style manual), који садрже препоруке које се тичу писања великог слова, дијакритичких знакова итд.

## Узус, норма и кодификација
Узус је скуп језичких средстава која су у употреби језичке заједнице.
Језичка норма је скуп језичких средстава која се у језичкој заједници редовно употребљавају и сматрају за обавезујућа. Књижевна норма је традиционално критеријум језичке исправности. Ствара се постепено, мења се веома споро, али није непроменљива. Тиче се правописа, изговора и морфологије. Норма се уређује кодификацијом и индивидуалним и колективним узусом говорника језика.
Књижевна норма је предмет радова лингвиста; помоћу кодификације могу да одлучују које варијанте припадају књижевној норми, а које не.
Кодификација обухвата научно знање и утврђује објективну норму која постоји у језичким приручницима (у речницима, граматикама, правописним и правилима изговора). Подржава и развојне тенденције, на пример, искључује дублете, развојне варијанте.